# Teatro Maizum
O Grupo de Teatro Maizum é uma cooperativa do ramo cultural, fundada em 1982 na sequência de um estágio de aperfeiçoamento de actores, promovido pela Fundação Calouste Gulbenkian e dirigido por Adolfo Gutkin.

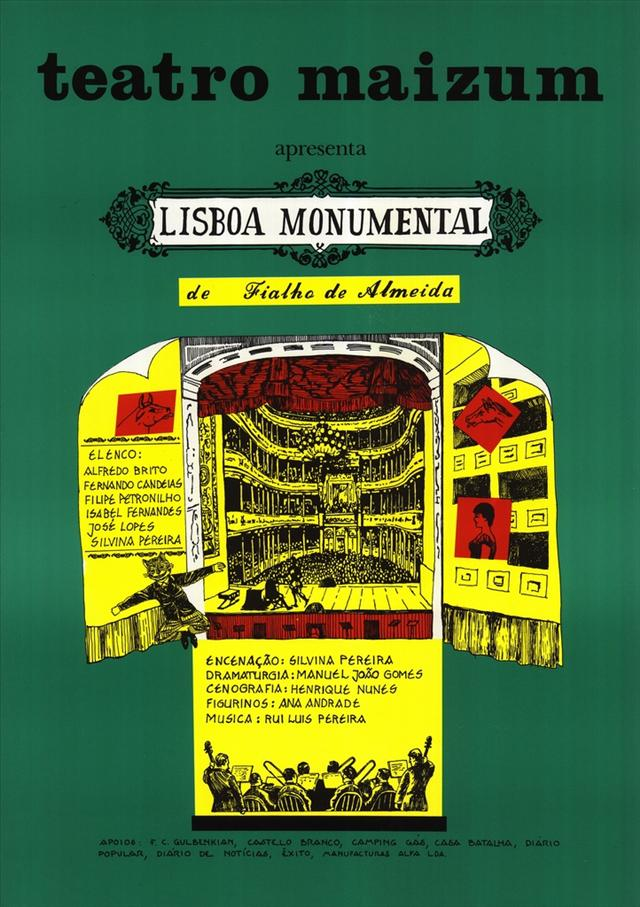
Cartaz do espectáculo "Lisboa Monumental", de Fialho de Almeida. Produção Teatro Maizum

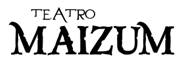
Logotipo do Teatro Maizum

Ao longo da sua existência tem desenvolvido um trabalho assente sobretudo em autores portugueses, visando trazer para a ribalta obras de referência e contribuindo para a criação e divulgação de um repertório dramatúrgico nacional.
Desde 1988 sob a direcção de Silvina Pereira, o projecto artístico do Teatro Maizum tem privilegiado figuras e obras fundamentais da Cultura Portuguesa cuja divulgação e teatralização tem sido a prática desta Companhia ao longo da sua existência.
A divulgação e valorização desses autores e obras corporizou o projecto 2001 – A Arte de Ser Português, uma proposta artística que integrou os níveis estético e literário e também filosófico e científico. Esta reflexão multidisciplinar feita espectáculo, pressupôs a vontade de “olhar o passado, para deixarmos iluminar as realidades do presente”. Este trabalho de pesquisa e experimentação, desdobrou-se em duas grandes frentes: a via da dramatização de textos literários e a encenação da pouco conhecida dramaturgia clássica portuguesa. A primeira permitiu descobrir o potencial e as virtualidades dramáticas em textos reveladores da identidade cultural portuguesa, e a segunda, mostrou como a nossa dramaturgia clássica merece ser representada. Esta opção, de reconhecer os clássicos como nossos contemporâneos, traçou a participação e o posicionamento do Maizum no panorama teatral português.
O projecto artístico do Teatro Maizum assume como missão a produção de espectáculos e produtos culturais de referência, pela via da qualidade e inovação e com impacto positivo, junto ao público. Espectáculos que coloquem ao espectador de hoje, as questões universais e intemporais do caminhar da humanidade na sua dimensão estética, poética e emocional. Um encontro de expressão teatral, assente na criação de pontes com outras culturas, próximas ou longínquas, no tempo e no espaço, que convoque um olhar atento do presente e prospectivo de futuro.

## Historial
Entre 1982 e 1987 destacam-se os espectáculos Drakula Koncert e Gilgamesh com encenação de Adolfo Gutkin, O Paraíso Não Está à Vista de R. W. Fassbinder – Rogério de Carvalho, Um Jipe em Segunda Mão de Fernando Dacosta – A. Gutkin e Bela-Calígula de Augusto Sobral encenado por Rogério Vieira.
Em 1988, Silvina Pereira assumiu a direcção artística da Companhia, iniciando um trabalho de dramatização de autores portugueses. Destacam-se os espectáculos: Lisboa Monumental (filmado para a RTP por Ferrão Katzenstein) e Um Demónio na Vitrine de Fialho de Almeida; A Linguagem dos Animais de António Botto, Florbela de Florbela Espanca e Hélia Correia; Portugaru-San de Wenceslau de Moraes (filmado em vídeo por Paulo Rocha); Sabina Freire de Manuel Teixeira Gomes; Comédia Eufrosina de Jorge Ferreira de Vasconcelos; Camões – Tanta Guerra, Tanto Engano, uma dramatização de textos de Luís de Camões (recriado em vídeo por Paulo Rocha) e também apresentado no Convento dos Inglesinhos, em 1996. Seguiu-se Sermões, uma dramaturgia de textos do Padre António Vieira, (digressão nacional e apresentação em Paris, para a comunidade portuguesa); em 1997, a segunda incursão em Jorge Ferreira de Vasconcelos com a apresentação da Comédia Ulysippo no Teatro da Trindade; Garrett – Uma cadeira em S. Bento, dramaturgia dos textos parlamentares de Almeida Garrett, estreado na sala do Senado da Assembleia da República, em 1999; Alegre Campanha, uma dramaturgia de textos de Eça de Queirós  e Só Puro Amor, espectáculo de poesia e música, de Bernardim Ribeiro a Natália Correia, ambos estreados no Palácio Foz, em 2001, com apresentação também no Teatro S. Luiz, em 2004; Estranho Fado, de José Régio, apresentado na SNBA (digressão nacional). No âmbito editorial, o Teatro Maizum publicou em livro, Comedia Eufrosina, Comedia Ulysippo, Garrett – uma cadeira em S. Bento e Alegre Campanha e co-produziu um CD -ROM, Camões – Tanta Guerra, Tanto Engano.
A partir de 2006, a companhia enveredou por um trabalho de reflexão teórica (investigação académica, aulas, ateliers) sobre a prática do teatro e seus intervenientes (actores, formação, públicos), bem como a constituição de um repertório de teatro clássico nacional pouco conhecido. É neste contexto, que o Teatro Maizum assumiu a programação cultural nas livrarias Bulhosa, de 2006 a 2009. Destacam-se dois grandes ciclos de leituras encenadas: Clássicos na Bulhosa, envolvendo académicos, estudantes e público em geral e Teatro na Bulhosa, com dramaturgia contemporânea com debate com os autores e convidados, e a leitura da Comedia Aulegrafia no Teatro Nacional.